# Rinconsauria

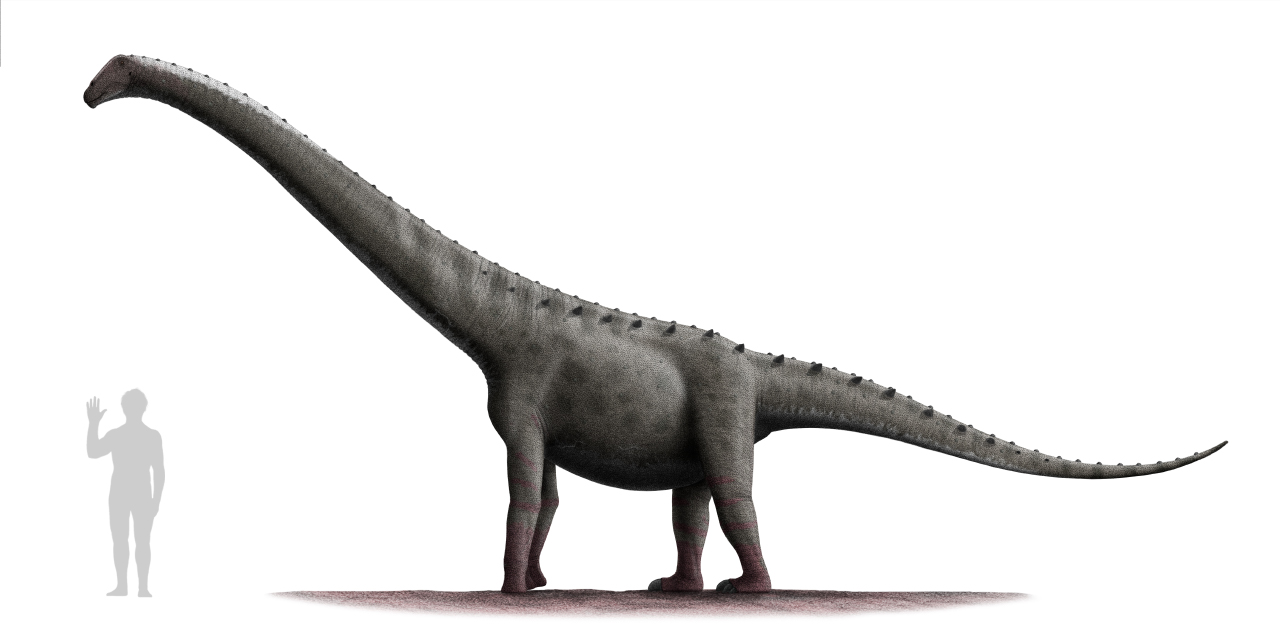
Rinconsaurus

De Rinconsauria zijn een groep sauropode dinosauriërs die behoren tot de Titanosauria.
In 2008 benoemde en definieerde de paleontoloog Jorge Calvo een klade Rinconsauria: de groep bestaande uit de laatste gemeenschappelijke voorouder van Muyelensaurus pecheni en Rinconsaurus caudamirus en al zijn afstammelingen. Dit deed hij in dezelfde publicatie waarin hij Muyelensaurus beschreef. De naam verwijst naar het vondstgebied Rincón de los Sauces in Argentinië. 
De Rinconsauria zijn vrij kleine sauropode planteneters uit het Krijt. De Rinconsauria zijn de zusterklade van de Aeolosaurini binnen de Eutitanosauria. Behalve de twee soorten gebruikt in de definitie waren er in 2008 geen rinconsauriërs bekend.